# Плонський повіт
Плонський повіт (пол. powiat płoński) — один з 37 земських повітів Мазовецького воєводства Польщі.
Утворений 1 січня 1999 року в результаті адміністративної реформи.

## Загальні дані
Повіт знаходиться у центрально-західній частині воєводства.
Адміністративний центр — місто Плонськ.
Станом на 1.01.2008 населення становить 87 363 осіб, площа 1379,8 км².

## Демографія
Демографічні дані повіту станом на 30.06.2005:
|       | Всього | Всього | Жінки  | Жінки | Чоловіки | Чоловіки |
| ----- | ------ | ------ | ------ | ----- | -------- | -------- |
|       | осіб   | %      | осіб   | %     | осіб     | %        |
| Повіт | 87 584 | 100    | 44 423 | 50,7  | 43 161   | 49,3     |
| Міста | 26 992 | 100    | 14 161 | 52,5  | 12 831   | 47,5     |
| Села  | 60 592 | 100    | 30 262 | 49,9  | 30 330   | 50,1     |